# Arta Bajrami
Arta Bajrami, född den 9 januari 1980 i Pristina i Kosovo, är en albansk sångerska.

## Biografi
Bajrami växte upp i en familj bestående av professionella musiker och hennes yngre bror Artan, känd som Don Arbas äger produktionsfirman Arbasound. Arbasound har bland annat producerat musikvideor till populära musiker som Leonora Jakupi. Som en av de första på Balkan började Bajrami med samtida R&B med inslag av hiphop.
Under sommaren år 2009 gifte sig Bajrami.

## Diskografi

### Album
- 2001: Krejt diçka tjetër
- 2005: Femër Shqiptarë
- 2007: Çokollada
- 2009: DeLuxe
- 2011: Exotic

### Singlar
- 2002: Mos rrej
- 2003: Fiesta
- 2004: Nije ket send
- 2008: Jamaican Lady (feat. Loco)
- 2008: A falet kjo zemër
- 2010: Nesë ty
- 2011: E pa fat
- 2011: Më special
- 2012: Femër tipike

### Fotnoter
1. ↑  Arta Bajrami:Së shpejti do bëhem mama Këngëtarja Arta Bajrami flet për martesën dhe projektet muzikore Gazeta Shqiptare 8 november 2011 (albanska)